# Westamerica Bank
Westamerica Bancorporation es la sociedad de cartera de Westamerica Bank y sus filiales. El banco comercial y comunitario regional, con sede en San Rafael, California, tiene 4.700 millones de dólares en activos y más de 90 sucursales en el norte y centro de California.

## Historia
Westamerica Bancorporation es un holding bancario del norte de California que cuenta con dos filiales principales: Westamerica Bank y Bank of Lake County, ambos bancos comunitarios que atienden a particulares y empresas. El holding también supervisa las operaciones de Community Banker Services Corporation y Westcore, que realizan ciertas funciones administrativas. Westamerica Bancorporation gestiona más de 50 sucursales en 12 condados de California, incluidos Marin, Napa y Sonoma. A partir de un puñado de pequeños bancos comunitarios a principios de la década de 1970 que operaban bajo la organización de un holding bancario, Westamerica se había expandido a mediados de la década de 1990 hasta convertirse en una de las mayores redes de bancos comunitarios que prestan servicio en el norte de California y como líder en cuota de mercado en muchas de las áreas locales a las que presta servicio.
Formada en 1972 con el nombre de Independent Bankshares Corporation, la sociedad de cartera consolidó tres bancos no afiliados anteriormente: Bank of Marin, Bank of Sonoma County y First National Bank of Mendocino County, que anteriormente se conocía como First National Bank of Cloverdale. La nueva estructura comenzó a operar en 1973.
Los tres bancos individuales que formaron la sociedad de cartera de 1972 y muchas de las incorporaciones posteriores a la red de Westamerica cuentan con su propia historia de banca comunitaria. Muchos de estos bancos individuales tienen sus raíces en bancos que fueron creados por empresarios locales para proporcionar financiación especializada a la base empresarial de la comunidad local. Muchas de estas empresas californianas, a menudo relacionadas con la agricultura, tenían problemas para obtener préstamos de los bancos de las grandes ciudades, que estaban muy vinculados a los intereses de sus clientes ferroviarios.  
El First National Bank del condado de Mendocino proporcionó al holding su carta bancaria más antigua, que data de 1886. La familia Foster, del condado de Marin, fue una de las familias originales que contribuyeron a la fundación del banco de Mendocino, antes conocido como First National Bank of Cloverdale. El banco se fundó para proporcionar financiación a las personas involucradas en los intereses agrícolas de la zona de Mendocino, donde la ganadería ovina era una industria dominante. El Banco del Condado de Marin fue formado por empresarios involucrados en el negocio de los productos lácteos y otros comerciantes locales.  
El Banco del Condado de Sonoma prestaba servicio a la parte occidental del condado, donde los ganaderos y los productores de leche eran los principales actores económicos. El banco era uno de los principales financiadores de los cultivadores de manzanas de la zona, que producían las manzanas Gravenstein de piel roja y amarilla utilizadas principalmente para hacer compota de manzana.   
En la década de 1920, destacados cultivadores de peras, entre ellos la familia Bucknell, participaron en la creación del Banco del Condado de Lake, antes llamado Banco de Upper Lake. Ese banco se expandió y ramificó a medida que la economía local crecía a lo largo de las orillas de Clear Lake.    
Las raíces del Vaca Valley Bank están vinculadas a la familia Gibson y a sus intereses empresariales locales en materia de periódicos y publicaciones en el condado de Solano y sus alrededores. El abuelo de David L. Payne, presidente de Westamerica, Luther Gibson, fue presidente del Vaca Valley Bank Payne se involucró en la parte de la empresa familiar Gibson relacionada con los periódicos y las publicaciones a finales de la década de 1970 y continuó la tradición familiar en la banca a finales de la década de 1980.     
Aunque sus orígenes son más recientes, otros bancos de la red de Westamerica también remontan su historia al crecimiento de sus comunidades locales. El Napa Valley Bank se fundó gracias a la expansión de las industrias del vino y el turismo en la zona en los años 60. CapitolBank, en el condado de Sacramento, y Gold Country Bank, en el condado de Nevada, se vieron impulsados por la afluencia de jubilados cuando esa zona, situada en las estribaciones occidentales de la cordillera de Sierra Nevada, se convirtió en un atractivo lugar de reubicación para los ciudadanos de más edad en la década de 1970.     
Durante la década de 1970, la empresa matriz, Independent Bancshares Corporation, siguió una política de adquisiciones conservadora que implicaba la compra de bancos comunitarios en un modelo de paso por condado. En 1974, la empresa adquirió el Bank of Lake County, un banco constituido en el estado de California que operaba en el condado adyacente al lugar donde se encontraban las operaciones de Westamerica. Gold County Bank, en 1979, y Vaca Valley Bank, en 1981, fueron adquiridos mediante el intercambio de acciones de la empresa por las de los bancos adquiridos.     
Estos seis bancos se consolidaron a mediados de 1983 en una única filial, el First National Bank of Mendocino County, que posteriormente cambió su nombre por el de Westamerica Bank. Durante el resto de la década de 1980, la empresa registró unos beneficios y una rentabilidad de las inversiones inferiores a la media del sector. Los resultados de la empresa durante esta época se vieron afectados por la fuerte competencia de bancos más grandes y otras instituciones financieras, como empresas de corretaje, fondos de inversión y compañías de seguros, así como por los préstamos inmobiliarios problemáticos. La empresa se convirtió en un objetivo de adquisición a finales de la década de 1980, pero luchó con éxito contra esos movimientos y se mantuvo independiente.     
Impulsada por una serie de adquisiciones, reorganizaciones y fusiones, la década de 1990 marcó un periodo de crecimiento de los beneficios y de mejora del rendimiento de las inversiones. La base de activos de la empresa casi se duplicó en el periodo comprendido entre finales de 1990 y mediados de 1995.     
Durante la década de 1990, la empresa operó en un entorno económico marcado por un lento crecimiento en los mercados acomodados a los que servía y en un entorno bancario marcado por la consolidación entre los grandes bancos en un extremo del espectro y los bancos comunitarios en el otro, donde Westamerica se posicionó.     
En este contexto, Westamerica siguió una doble estrategia de crecimiento, ampliando las operaciones bancarias existentes y adquiriendo otros bancos comunitarios. En 1992, la empresa adquirió el John Muir National Bank, de 60 millones de dólares de activos.     
Al año siguiente, la empresa adquirió Napa Valley Bancorp, un holding bancario con una base de activos de 600 millones de dólares y con operaciones bancarias en mercados geográficos en los que Westamerica competía. El holding bancario adquirido estaba formado por una serie de filiales: Napa Valley Bank, Suisun Valley Bank, una participación del 88% en Bank of Lake County y una participación del 50% en Sonoma Valley Bank. Westamerica también obtuvo operaciones administrativas adicionales con la filial Napa Valley Bancorp Services, que proporcionaba procesamiento de datos y otros servicios a la red de bancos adquiridos.     
En los 12 meses siguientes, Westamerica fusionó y reorganizó las operaciones y los activos de Napa Valley. Suisun Valley se fusionó con Westamerica Bank, se cambió el nombre de Napa Valley Bancorp Services por el de Community Banker Services Corporation y se vendió la participación del 50 por ciento en Sonoma Valley Bank, cuyos ingresos se utilizaron para mejorar la base financiera de Westamerica. A través de una serie de transacciones financieras, la empresa consolidó sus operaciones de banca hipotecaria en Community Banker Services y adquirió el 12 por ciento restante de participación en Bank of Lake County a inversores externos.     
A continuación, la empresa realizó tres importantes adquisiciones en 1995. En enero, la empresa compró los 170 millones de dólares en activos de PV Financial, que era propietario del PV National Bank. En junio se compró el CapitolBank Sacramento, con una base de activos de 139 millones de dólares, y al mes siguiente se adquirió el North Bay Bancorp, matriz del Novato National Bank, de 108 millones de dólares.     
El banco también compró dos sucursales del Bank of America y abrió una nueva sucursal en Concord, en el condado de Contra Costa, "un mercado con una fuerte demografía en el que no existía ninguna oportunidad de adquisición adecuada", declaró la empresa en su Informe Anual de 1995. En abril de 1996, la filial del Napa Valley Bank se fusionó con la filial del Westamerica.     
En un informe de investigación fechado el 18 de julio de 1995, emitido por la empresa de corretaje Dain Bosworth Inc, el autor Thatcher S. Thompson atribuyó "el éxito de la política de adquisiciones de Westamerica" a tres factores: "la disciplina en la fijación de precios, el control de costes y los altos estándares de calidad crediticia". Muchos analistas de valores de Wall Street atribuyen a David L. Payne el cambio de rumbo y la exitosa estrategia de Westamerica en la década de 1990. Payne asumió el cargo de presidente en 1988 y de director general y presidente en 1989. Payne había sido director de la empresa desde 1985 y su abuelo había sido presidente del Vaca Valley Bank.     
En la década de 1990, el crecimiento de Westamerica estuvo marcado por un renovado énfasis en sus raíces en la banca comunitaria. Dado que muchos de los bancos de su red tienen su origen en empresas locales, Westamerica ha seguido haciendo hincapié en el servicio a la comunidad local de pequeñas empresas. Los bancos individuales han tratado de mantener su identidad local y se ha dado a sus directores de banco locales la autoridad para adaptar y fijar el precio de sus productos y servicios a las necesidades de los particulares y las pequeñas empresas de la comunidad local. En una presentación oficial ante la Comisión de Valores y Bolsa, Westamerica dijo que sus bancos individuales hacían hincapié en "los recursos de los grandes bancos con el ingenio de los pequeños".     
Los banqueros del Westamerica han mantenido fuertes contactos personales con los clientes locales de las pequeñas empresas. El informe de Thompson del 18 de julio de 1995 para Dain Bosworth reconoció a los banqueros locales del Westamerica como una "fuerza de ventas de primera categoría".     
El 29 de noviembre de 1994, un artículo publicado en The America Banker titulaba: "Los trabajadores de Westamerica venden, venden y venden un poco más", y describía cómo los empleados del banco llevaban localizadores, teléfonos móviles y ordenadores portátiles cuando visitaban a sus clientes locales existentes y potenciales. El artículo señalaba que el enfoque "conocer al cliente" había ayudado a Westamerica a alcanzar una posición de banco supercomunitario que podía competir eficazmente con gigantes bancarios de California como First Interstate, Wells Fargo y BankAmerica Corp.     
El banco también ha creado productos y servicios especializados para sus clientes particulares, en particular los profesionales adinerados y los mayores de 50 años. Payne describió su estrategia como "trabajar mis nichos y trabajarlos bien" en un artículo publicado el 17 de abril de 1995 en el Business Journal de Sacramento, California. "No somos todo para todo el mundo y no intentamos serlo", dijo Payne a la publicación.     
Un producto nicho que creó Westamerica fue su servicio de "Banca VIP" para el 20% de sus clientes que representan el 80% de sus beneficios. Otro ejemplo de marketing de nicho fue citado en un informe de investigación publicado en junio de 1993 por la empresa de corretaje Piper Jaffray, con sede en Minneapolis, y cuyo autor era Steven R. Schroll. Dicho informe señalaba que los paquetes de cuentas corrientes para personas de 50 años o más proporcionaban a Westamerica una base de depósitos que era "mucho más estable, menos costosa y, por tanto, una fuente de financiación mucho más deseable" que la cuenta individual media de otros bancos.     
Bajo el liderazgo de Payne, Westamerica también reforzó su base financiera. Aunque se le calificó de "niño rico" en un artículo publicado el 4 de octubre de 1991 en The American Banker, el autor del artículo, Sam Zuckerman, escribió que Payne se había ganado el respeto desde que fue nombrado presidente a finales de 1988 por abordar el tema de los préstamos problemáticos al sector de la construcción. En 18 meses, Zuckerman describió a Payne como una de las "estrellas emergentes" del sector bancario y como "un prometedor ejecutivo bancario" en un artículo publicado el 21 de enero de 1993 en The American Banker.     
Las adquisiciones de los años noventa diseñadas bajo la dirección de Payne recibieron una alta calificación por parte de los ejecutivos y observadores del sector bancario. Westamerica evitó los problemas de calidad de los préstamos al centrar sus objetivos de adquisición entre los bancos de alta calidad. Payne "no se ha dedicado a tocar fondo, comprando bancos problemáticos a buen precio. Compra buenos bancos", dijo el competidor bancario Harold Giomi, presidente del Sunrise Bank of California en Roseville, en el artículo del Business Journal del 17 de abril de 1995.     
Los bancos adquiridos se integraron rápidamente en la organización de Westamerica. Un artículo publicado el 28 de febrero de 1994 en The American Banker describía cómo un enfoque de equipo "permitió a Westamerica consolidar en sólo 60 días" las operaciones del Napa Valley Bancorp. adquirido y señalaba que Westamerica conservaba el 95 por ciento del negocio existente de Napa Valley.     
La "campaña de reducción de gastos" de Westamerica y el "estricto control de costes" fueron citados en el informe de investigación de Dain Bosworth del 18 de julio de 1995 como los principales factores que contribuyeron a la mejora de los beneficios y el rendimiento de las inversiones del banco en la década de 1990. Las filas del personal se mantuvieron al mínimo, como lo demuestra el hecho de que menos de una docena de empleados trabajaran en la sede del holding bancario a mediados de los años noventa. Aunque los activos de la empresa aumentaron considerablemente, el número total de empleados disminuyó en la primera mitad de la década de los noventa.     
La eficiencia y la productividad de las sucursales fueron otra área de control de costes. Westamerica cerró las sucursales que no cumplían los criterios de rentabilidad y crecimiento. Se cerraron las sucursales adquiridas y las existentes que se solapaban. También se consolidaron las operaciones administrativas en todo el sistema.     
Los planes de Westamerica para la última mitad de la década de 1990 fueron abordados por Payne en el artículo del Business Journal del 17 de abril de 1995. Payne declaró: "Nuestro plan a largo plazo es expandirnos más en el mercado de Sacramento", donde, según el artículo, se prevé que el crecimiento económico supere el de la zona de la bahía de San Francisco y las regiones costeras del norte de California, según algunos economistas demográficos.
Payne proporcionó un esquema más detallado de la estrategia futura de Westamerica en el informe anual de 1995. Payne informó de que Westamerica seguiría con su estrategia de crecimiento mediante adquisiciones, pero prometió "aplicar criterios estrictos", incluida la norma de "rentabilidad en seis meses" para cada adquisición.
Describió la evolución de la banca comunitaria y los productos y servicios que los clientes quieren y necesitan: "Quieren poder hacer sus operaciones bancarias desde casa las 24 horas del día y tener acceso a representantes bien formados, no a mensajes pregrabados". Para ofrecer un servicio las 24 horas del día con empleados "bien informados y receptivos", Payne señaló que "la tecnología está desempeñando un papel más importante en este esfuerzo" para que los empleados puedan "responder a las necesidades de los clientes con mayor rapidez, ya sea para tramitar un préstamo o un depósito, o simplemente para satisfacer una necesidad de servicio."
Como corresponde a una red de bancos comunitarios, muchos de los cuales fueron creados por empresarios locales, Payne señaló que los banqueros de Westamerica adoptan la tendencia empresarial de sus clientes y, por tanto, operan dentro de "una cultura de ventas y servicios que motiva y recompensa el rendimiento". Los banqueros de Westamerica reciben una compensación vinculada a la consecución de objetivos de rendimiento "desde el número de llamadas externas que cada sucursal debe realizar cada semana, hasta la rapidez con la que nuestros banqueros deben responder a las peticiones de los clientes", declaró Payne en el Informe Anual de 1995.
Payne señaló que Westamerica continuaría adhiriéndose a un estricto control de costes "racionalizando aún más nuestras funciones administrativas y reduciendo nuestras estructuras de costes."
Este plan de crecimiento de Westamerica podría ser un arma de doble filo. Thompson, de Dain Bosworth, señaló que aunque Westamerica estaba bien posicionada para continuar su crecimiento mediante adquisiciones y control de costes internos, estos puntos fuertes convertían a Westamerica en un atractivo candidato a la adquisición. Thompson pronosticó que "la adquisición de esta empresa es ciertamente una posibilidad; sin embargo, mientras los beneficios sigan creciendo y las oportunidades para los bancos pequeños sigan siendo abundantes, creemos que es más probable que veamos a Westamerica en las filas de los consolidadores que en las de los consolidados".

## Productos y servicios
Banca personal - Westamerica es un banco comunitario centrado en las cuentas transaccionales y el servicio personal. El banco es uno de los pocos que procesa los créditos antes que los débitos, lo que significa que los depósitos se acreditan en las cuentas cada día laborable antes que los débitos o las retiradas.
Banca empresarial - Westamerica ofrece múltiples opciones de cuentas corrientes, de ahorro y de mercado monetario para pequeñas empresas y corporaciones. El banco ofrece opciones de análisis de cuentas y servicios comerciales a sus clientes.

## Sucursales
Westamerica Bank, la mayor filial de nuestro holding, es un banco comunitario regional con más de 80 oficinas y 2 oficinas fiduciarias en 21 condados del norte y centro de California.

## Calificación de los bancos
Westamerica Bank ocupó el tercer puesto entre todos los bancos de Estados Unidos en 2008, frente al sexto puesto que ocupó en 2007. Esta clasificación fue superior a la de cualquiera de los diez mayores bancos que operan en Estados Unidos, incluidos US Bank y Wells Fargo. Westamerica fue calificado como "el mejor del grupo" por USBanker en 2009 entre los bancos de nivel medio con activos totales de entre 2.000 y 10.000 millones de dólares. Westamerica Bank obtuvo la máxima calificación crediticia de AAA de Fitch Ratings en 2008 y fue clasificado como estable.